# Tony Orlando

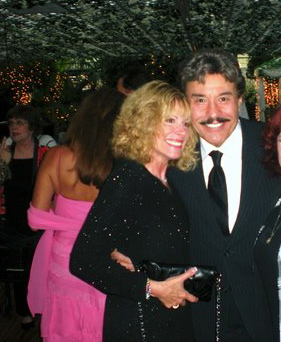
Linda November och Tony Orlando
i Las Vegas 2009.

Tony Orlando, född Michael Anthony Orlando Cassavitis 3 april 1944, är en amerikansk sångare, känd för sitt arbete med gruppen Dawn i början av 1970-talet.

## Diskografi

### Solo
Studioalbum
- Bless You and 11 Other Great Hits (1961)
- Livin' for the Music (1977)
- Tony Orlando (1978)
- I've Got Ryhtym (1979)

Hitsinglar
- "Halfway To Paradise" (1961) (US #39)
- "Bless You" (1961)  (US #15)
- "Happy Times (Are Here To Stay)" (1961) (US #82)
- "Chills" (1962) (US #102)
- "Shirley" (1963) (US #133)
- "I'll Be There" (1963) (US #124)
- "I Was a Boy" (1969) (US #109)
- "Don't Let Go" (1978) (US Dance #27)
- "Sweets For My Sweet" (1979) (US #54)

### Med "Dawn"
Studioalbum
- Candida (1970)
- Dawn Featuring Tony Orlando (1971)
- Tuneweaving (1973)
- Dawn's New Ragtime Follies (1973)
- Prime Time (Dawn med Tony Orlando) (1974)

### Med "Tony Orlando & Dawn"
Studioalbum
- Candida & Knock Three Times (1970)
- Tony Orlando & Dawn II (1972)
- Tuneweaving (1973)
- He Don't Love You (Like I Love You) (1975)
- Skybird (1975)
- To Be With You (1976)
- House Of Strangers (1993)
- Christmas Reunion (2005)

Samlingsalbum (urval)
- Greatest Hits (1975)
- The World of Tony Orlando & Dawn (1976)

### Annat
- To Be With You (med Wind) (1976)